# Dialitrauma
Es denomina dialitrauma al conjunt de complicacions derivades d'utilitzar teràpies de reemplaçament renal (TRR).
El 2008, fou introduït el concepte de dialitrauma a la literatura mèdica per un grup espanyol de metges intensivistes com a resposta a la publicació del primer gran estudi sobre la intensitat del suport renal en el tractament de la lesió renal aguda (LRA) al malalt crític. En aquest estudi, el suport de la funció renal es va realitzar amb diferents modalitats de TRR: hemodiàlisi intermitent, hemodiàlisi estesa de baixa eficiència, o bé hemodiafiltració contínua. El principal resultat d'aquest estudi fou que una dosi “intensiva” administrada amb diferents TRR obtenia el mateix desenllaç clínic que una dosi “menys intensiva”. Aquest gran estudi podia fer-nos pensar que els malalts crítics que necessitaven TRR haurien de ser tractats amb la “dosi menys intensiva” donat que s'obtenia el mateix resultat que amb la “intensiva”. Cal esmentar que aquesta darrera es va associar de forma significativa amb un nombre més gran de complicacions. Per aquest motiu i ja hem esmentat, un grup espanyol de metges intensivistes va publicar una “carta al director” a la mateixa revista científica[1], en la que es plantejava el dubte que aquestes complicacions (totes elles englobades dins del terme general de dialitrauma) podrien influir al resultat final de l'estudi.
Amb la rèplica i d'acord amb el que abans va plantejar el Dr. Schiffl es postulava que un ajust dinàmic de la dosi de TRR representaria un maneig més fisiològic en la LRA del malalt crític, i a més, probablement milloraria el resultat clínic per generar menys dialitrauma. Aquest esquema terapèutic es va denominar “aproximació dinàmica” quan parlem de TRR.
Amb la manca de treballs de primer nivell envers aquesta aproximació dinàmica, els autors de l'estudi inicial, conegut com el ATN[2] varen qualificar el comentari del grup espanyol com a “especulatiu”. Un any després, el mateix Dr. Palevsky, primer firmant de l'estudi ATN, va escriure l'editorial del segon gran estudi envers aquest tema. En aquest editorial, fent esment de la dosi de TRR podem llegir “el tractament del malalt ha de ser individualitzat” o “la dosi alta pot servir per tractar certes situacions com hiperpotassèmia, acidosi metabòlica o hipercatabolisme extrem”. Aquest comentari dona força a la teoria de realitzar una aproximació dinàmica per ajustar la dosi de TRR en funció de l'escenari clínic.
En realitat, el malalt crític pot passar per fases de la seva malaltia on requereixi una dosi alta de TRR, per posteriorment, al anar millorant, ser tributari d'una dosi inferior. Cap dels dos grans estudis sobre dosi de TRR[2], [6], va ajustar la dosi en funció de la situació clínica del malalt, A pesar d'això, l'estudi ATN permetia canviar la modalitat de TRR en funció de l'estat hemodinàmic del malalt crític, oferint als malalts amb hemodinàmica inestable, modalitats de TRR esteses en el temps (això dona força a la idea que els tractaments ràpids, com l'hemodiàlisi intermitent, són mal tolerats pel malalt crític amb hemodinàmica inestable).
Els conceptes de dialitrauma i d'aproximació dinàmica es van desenvolupar en un posterior article publicat l'any 2012, Aquest treball, a part de descriure ambdós conceptes, oferia també estratègies per minimitzar el dialitrauma, i publica la primera llista de comprovació per millorar la seguretat dels malalts tractats amb TRR. En aquest article podem veure com el dialitrauma es refereix no sols a les complicacions relacionades amb TRR sinó també amb altres modalitats de depuració extracorpòria de la sang (plasmafèresi, CPFA, etc.). Donada la manca d'especificitat per seleccionar les molècules a eliminar, qualsevol tipus de depuració extracorpori té possibilitat de desenvolupar complicacions, entre altres mecanismes per transferència de masses no desitjada. Per tant, el concepte de dialitrauma fa referència, principalment, a la pèrdua no desitjada de substàncies valuoses: nutrients, ions (particularment el fòsfor), fàrmacs (amb especial rellevància els antibiòtics), etc. La pèrdua d'aquestes molècules valuoses i la manca de la seva reposició, és el que pot motivar que un tractament dissenyat per ajudar el malalt crític, com les TRR, pot acabar perdent parcialment (o per complet) el seu efecte positiu.
Les potencials complicacions associades a l'ús de TRR no es limiten a la transferència de masses no desitjada, sinó que són molt més variades. Per tant, el concepte de dialitrauma engloba també aspectes com els problemes derivats de l'accés vascular (mecànics i sèptics), els problemes hematològics (pèrdues hemàtiques per coagulació reiterada dels circuits, sagnat associat a l'anticoagulació necessària per realitzar una TRR, trombocitopènia, etc.), els problemes relacionats amb la biocompatibilitat dels materials emprats per fabricar els filtres (amb conseqüències proinflamatòries) i la pèrdua no desitjada de temperatura, entre d'altres.
Avui en dia, tant el concepte de dialitrauma com el d'aproximació dinàmica de l'ajust de la dosi de TRR, han estat referenciats en diferents publicacions per grups d'impacte en el camp de les TRR.,